# 梵天太郎
梵天 太郎（初代 梵天）（ぼんてん たろう、1929年1月5日 - 2008年6月30日）は、日本の刺青師、画家、劇画家、デザイナー、漫画家。
凡天 太郎と表記する場合もある。少女漫画を描く時は石井 きよみ（いしい きよみ、まれに清美とも表記）のペンネームを使用。刺青師としては彫清（ほりきよ）を名乗った時期もある。本名は田中 清美（たなか きよみ）。

## 業績・活動
「刺青＝極道者」というマイナスイメージを払拭し、絵で肌を飾るという「最も原始的なファッション」としての刺青を世に認知させるために尽力した。刺青のファッション性を向上させるために、刺青を「肌絵」「スキン・イラストレーション」と呼び、刑罰としての「入れ墨」と、装飾としての「刺青・文身」の歴史的区別を説いた。
1970年代に、欧米のタトゥーでは既に行われていた多色彫りを研究、旧来、青（墨）と朱の二色のみで彫られていた和彫りに積極的に取り入れた。同時に、一般化に向けての最も大きな障害のひとつである痛みを最小限に抑えるには、彫っている時間の短縮以外にないという考えから、下絵のトレース・転写の技法や、機械彫りをいち早く導入。構造的に小さな面積しか彫れなかったタトゥー用のマシンを改造・研究し、試行錯誤の末に、和彫りに対応できるマシンを開発した。
また、刺青を閉鎖的な職人の世界から一般に開放（本人は「刺青の大衆化」と呼んでいた）するために、自ら広告塔となってテレビ・雑誌等のメディアに頻繁に露出、機械彫りの実演なども披露した。
以上の、技術的・意識的な革命行為により、伝統的手法をよしとする既存の刺青師からは徹底的に異端児扱いされたが、和彫りも多色彫り・機械彫りが主流となっている現在ではその功績は大きく、現代和彫りのパイオニアである。

## 人物
好奇心が旺盛であり、興味があることは何でもやってみる。肌絵以外に、「絵を描く」という行為だけでも紙芝居、少年・少女漫画、劇画、挿絵、和洋の絵画、服飾デザイン等をプロとしてこなし、その他、小説家、舞台演出家、映画監督、俳優、歌手、飲食店経営者等の顔を持つ。
- 紙芝居 - 『黄金バット』の加太こうじに師事。なお当時、紙芝居は画劇とも呼ばれていた。これをヒントに、のちに従来の子供むけの漫画と一線を画す大人向けのストーリー漫画が登場して来た際、このジャンルを「劇画」と呼び始めたのは凡天である、との説もある。
- 漫画・劇画 - 代表作『不良少女伝 混血児リカ』『不良姐御伝 猪の鹿お蝶』等。キャリアとしては戦後まもなくの貸本時代に遡り、戦後マンガの草創期世代である。親しかった作家仲間に水木しげる、白土三平、はらたいららがいる。
- 服飾デザイン - 刺青の図案をモチーフにした「タトゥー・ファッション」を展開。銀座・三越百貨店でファッションショーを開催。その後、山本寛斎、三宅一生、森英恵、コシノジュンコらと競作も。1972年、カシアス・クレイ（のちのモハメド・アリ）が東京・日本武道館で試合をした際のリングガウンのデザインも手掛けている。
- 小説 - 『小説 柳川次郎 男の星座』（実話ドキュメント連載）ほか。
- 舞台演出 - 1980年代から「劇団 梵天」を率いて、『かえらざる青春』『青春散華』等の自らの特攻隊経験を基にした芝居を上演し続け、戦争の理不尽さを訴えた。
- 歌 - 刺青の修業時代に、副業として流しの演歌師もやった。1972年にはアルバム『彫清・番外地演歌 凡天太郎の魅力』も発表。

好奇心に加えて、日本で最初に多色彫り・トレース転写・機械彫りを導入した柔軟性や物怖じしない行動力が、欧米のTATOOISTをはじめ、その交友関係を広げた。
面倒見のいい親分肌の気質で、横浜・生麦時代には20人以上の弟子を住み込みで抱えていた。刺青に関しては後進を育てる意味もあったが、そのほか絵画の弟子、劇画の弟子、歌手の弟子と、ほとんど居候・食客ともいえる若者たちを養っている状態でもあった。
1990年代前半、余生は純粋に絵描きとして過ごそうと、二代目に代を譲り、夫人とふたりで沖縄に移住、隠居。しばらくは「日本のゴーギャン」を気取って南国画家生活を謳歌していたが、やがて存在を知った地元の刺青師志望の若者たちが押しかけて来るようになる。また、沖縄という土地柄、「BONTEN」に彫ってもらいたい米兵も後を絶たず、生来の頼られると断れない質から、ついに「凡天肌絵塾」を開塾、再び後進の指導に当たることになる。それ以前は沖縄には和彫りを生業とする彫り師がいなかったため、これが結果的に「最初に沖縄に和彫りを持ち込んだ」ことになった。
現役の頃は酒も浴びるように飲んでいたが、隠居してからある機を境に一滴も飲まなくなった。また若かりし頃は、多数の女性と浮名を流した結果、結婚歴7回。現夫人を他人に会わせる際、しばしば「彼女はオレのラッキーセブン」と得意げに紹介した。また（本人曰く）「女を跨いだだけで子供ができちゃう」ため、現夫人との間に念願の娘が出来たのを機にパイプカット手術を受ける。これは、大橋巨泉や愛川欽也らより早かった。
晩年になってもその好奇心は衰えず、77歳にして普通自動車の運転免許を取得。通った教習所では“同級生”の女子高生たちに非常にモテたという。

## 略歴
- 1929年1月5日 - 東京・神田に生まれる（福岡県・福岡市生まれ説もあり）。
- 1943年 - 七つボタンの軍服着たさに15歳で特攻隊を志願。少年航空兵・甲種予科練十四期（十七期説あり）生として鹿児島海軍航空隊に入隊。同期に安藤昇、十三期に前田武彦がいた。
- 1945年 - 終戦。絵描きで身を立てようと決心するも、父親に「絵描きでメシが食えるか！」と勘当される。いとこが同級生だという縁で加太こうじに弟子入り。紙芝居を描き始める。
- 1947年 - 京都の絵画専門学校（現・京都市立芸術大学）・洋画科（日本画科説もあり）に入学。
- 1948年 - 夏休みに三行広告を見て文林堂（のちの青林堂）の長井勝一に漫画を売り込みに行き、手塚治虫と会う。
- 1950年 - 京都の彫金師に気に入られて出入りを許される。この頃、最初の結婚。
- 1951～54年ごろ - 絵画専門学校卒業後、一時、九州は壱岐（東京・上野説もある）で女学校の教師となるが、飽き足らず帰京（帰京せず「北九州あたりで炭鉱夫をやっていた」という説もある）。この頃、たまに遊びに行った船橋の伯父の家で、漁師や船乗りに乞われて彫った刺青が評判になる。
- 1958年ごろ - 貸本少女漫画家「石井きよみ」として超売れっ子に。
- 1960年ごろ - 突如、少女漫画の世界に嫌気がさし、本格的に刺青師になることを決意。流れの刺青師「彫清」として修行の旅に出る。いつしか「梵天太郎」を名乗り始めるが、やがて自ら梵天（＝神中の神）に畏れ多いとして「凡天太郎」と表記するようになる[4]。
- 1964年ごろ - 横浜・生麦で、現夫人と出会い、7度目の結婚。東京・神田に「凡天社」設立。
- 1965年 - 劇画の世界に復帰。
- 1968年 - 『現代不良少女伝 猪の鹿お蝶』連載開始（漫画OK）。
- 1969年 - 「猪の鹿お蝶」シリーズが『不良番長 猪の鹿お蝶』として映画化。この際は『不良番長』シリーズに組み込まれる形だったが、1973年には単独で再映画化もされている。『不良少女伝 混血児リカ』連載開始（週刊明星）。
- 1970年 - 刺青事情視察のために訪米。サンフランシスコで念願のタトゥーマシンを手に入れる。
- 1972年 - ロッキー青木の紹介でカシアス・クレイと会い、クレイ本人の希望により刺青模様のリング・ガウンをデザインする。『不良少女伝　混血児リカ』が映画化。その後シリーズに。
- 1973年 - 『肌絵 日本の刺青』（立風書房）出版。『不良少女伝 混血児リカ』連載終了。
- 1979年 - 『おんなと肌絵』 (笠倉出版社) 出版。
- 1981年 - 竹中労に「花和尚魯智深」を彫る。
- 1980年代半ば - 劇団「梵天」を旗揚げし、自らの戦争体験を本に書いた芝居を上演。脚本・演出・舞台美術などを手掛ける。
- 1990年ごろ - 沖縄に頻繁に出入りするようになり、やがて那覇に居を構え移住。のちに宜野湾に転居。
- 沖縄移住に伴い、代を彫遊水（二代目梵天）に譲り隠居。後に、あらためて「凡天肌絵塾」を開塾、後進の指導にあたる。
- 2008年6月30日 - 動脈解離のため逝去。享年79。

## 刺青初代梵天一門
- 彫妻（初代梵天分家）
- 二代目梵天（初代彫遊水）
- 姫路梵天（彫東光改メ）
- 彫保
- 彫美鬼
- 彫征

## テレビ出演
- 暗闇仕留人(第10話) - 夢幻役(1974年)

## 映画
- やくざ残酷秘録・片腕切断（1976年、東映）
- 花芯の刺青　熟れた壷（1976年、日活）
- 『刺青』(1978年 ノア 製作、東映 配給) - 監督(唐順棋と共同)、主演、企画、製作他

## 著書
- 『肌絵 日本の刺青』（立風書房 1973年3月） - 初代彫清 凡天太郎名義
- 『おんなと肌絵』（笠倉出版社 1979年7月） -凡天太郎名義

## 関連書籍
- 宇田川岳夫『マンガゾンビ』（太田出版） - 「第3章 貸本/ガレージ系」の項にインタビュー掲載。
- 小沢昭一『珍奇絶倫小沢大写真館』（話の特集）（筑摩書房）／『小沢昭一座談①人類学入門 お遊びと芸と』（晶文社） - 「人肌に彫る―彫清（凡天太郎）さんに聞く」小沢昭一との対談掲載。
- 野村恵子『DEEP SOUTH 野村恵子写真集』（リトル・モア） - ポートレイト掲載。